# Грантлі (Пенсільванія)
Грантлі (англ. Grantley) — переписна місцевість (CDP) в США, в окрузі Йорк штату Пенсільванія. Населення — 4524 особи (2020).

## Географія
Грантлі розташоване за координатами 39°56′24″ пн. ш. 76°43′41″ зх. д. / 39.94000° пн. ш. 76.72806° зх. д. (39.939988, -76.728097).  За даними Бюро перепису населення США в 2010 році переписна місцевість мала площу 4,37 км², з яких 4,33 км² — суходіл та 0,04 км² — водойми.

## Демографія
Згідно з переписом 2010 року, у переписній місцевості мешкало 3628 осіб у 744 домогосподарствах у складі 555 родин. Густота населення становила 831 особа/км².  Було 796 помешкань (182/км²).
Расовий склад населення:
| - 92,8 % — білих - 3,9 % — чорних або афроамериканців - 1,2 % — азіатів - 0,2 % — корінних американців |

До двох чи більше рас належало 1,0 %. Частка іспаномовних становила 3,9 % від усіх жителів.
За віковим діапазоном населення розподілялося таким чином: 12,5 % — особи молодші 18 років, 76,0 % — особи у віці 18—64 років, 11,5 % — особи у віці 65 років та старші. Медіана віку мешканця становила 21,2 року. На 100 осіб жіночої статі у переписній місцевості припадало 94,5 чоловіків;  на 100 жінок у віці від 18 років та старших — 94,4 чоловіків також старших 18 років.
Середній дохід на одне домашнє господарство  становив 126 644 долари США (медіана — 94 444), а середній дохід на одну сім'ю — 142 089 доларів (медіана — 103 028). Медіана доходів становила 87 750 доларів для чоловіків та 31 573 долари для жінок. За межею бідності перебувало 2,4 % осіб, у тому числі 0,0 % дітей у віці до 18 років та 0,0 % осіб у віці 65 років та старших.
Цивільне працевлаштоване населення становило 1690 осіб. Основні галузі зайнятості: освіта, охорона здоров'я та соціальна допомога — 28,6 %, мистецтво, розваги та відпочинок — 18,9 %, роздрібна торгівля — 18,3 %.